# Всероссийская общественная организация ветеранов (пенсионеров) войны, труда, Вооружённых Сил и правоохранительных органов
Всероссийская общественная организация ветеранов (пенсионеров) войны, труда, Вооружённых Сил и правоохранительных органов — одна из старейших и крупнейших общественных ветеранских организаций Российской Федерации, основанная ещё в советское время.

## История организации
Всесоюзная организация ветеранов войны и труда была образована ещё в советское время, в годы «перестройки» 17 декабря 1986 года на учредительной конференции ветеранов войны и труда. Тогда же были созданы региональные отделения организации — областные, краевые и республиканские Советы ветеранов. Первым председателем Всесоюзного Совета ветеранов стал 72-летний Кирилл Мазуров, бывший член Политбюро ЦК КПСС.
Накануне распада СССР 27 ноября 1991 года организация приняла новое название — «Всероссийская общественная организация ветеранов (пенсионеров) войны, труда, Вооружённых Сил и правоохранительных органов», действующее и в настоящее время. Организация имеет региональные отделения во всех регионах Российской Федерации. Практически все региональные отделения организации имеют свои местные отделения (в районах и городах) и первичные отделения в микрорайонах городов, селах и посёлках.

## Современное состояние
Организация является одной из крупнейших современных общественных ветеранских организаций Российской Федерации.
- Заявляемая численность членов по стране — свыше 28 млн человек.
- Заявляемая численность постоянного актива по стране — 2,5 млн человек.
- Заявляемое количество первичных ветеранских организаций по стране (на различных предприятиях, в организациях, ведомствах и по месту жительства) — 100 000.

## Уставные задачи
- защита гражданских, социально-экономических, трудовых и личных прав ветеранов;
- улучшение материального положения, медицинского и бытового обслуживания ветеранов;
- юридическая помощь ветеранам и членам их семей;
- патриотическое воспитание молодёжи;
- военно-историческая работа.

## Международная деятельность
Организация участвует в международной деятельности в рамках Международной федерации ассоциаций пожилых людей (ФИАПА). Участвовала во II-й Всемирной Ассамблее ООН по проблемам старения населения (апрель 2002 г., Мадрид).
Поддерживает взаимодействие с Координационным советом Международного союза «Содружество общественных организаций ветеранов (пенсионеров) независимых государств», объединяющим ряд ветеранских организаций СНГ и стран Балтии. Сотрудничает с ветеранскими организациями Белоруссии, Молдавии и Украины.
В апреле 2020 года при поддержке общественной организации был реализован социальный проект «Истории Зинаиды Корневой», в результате которого проблема гибели врачей от коронавируса была широко освещена в российских и мировых СМИ, а в поддержку семьям врачей было переведено более 4,5 млн пожертвований.

## Председатели Совета организации
- 1986 — 1989 гг. — Мазуров, Кирилл Трофимович;
- 1990 — 1991 гг. — Огарков, Николай Васильевич;
- 1991 — 2008 гг. — Трунов, Михаил Петрович;
- 2008 — 2015 гг. — Карабанов, Дмитрий Иванович.
- 2015 — 2017 гг. — Балагуров Алексей Кузьмич;
- 2017 — по настоящее время — Епифанов Владимир Александрович.

## Общественно-политическая деятельность
Летом 2011 года организация присоединилась к Общероссийскому народному фронту.

## Региональные отделения организации

### Московская городская общественная организация пенсионеров, ветеранов войны, труда, Вооружённых Сил и правоохранительных органов

Эмблема Московской городской организации

Московская городская общественная организация пенсионеров, ветеранов войны, труда, Вооружённых Сил и правоохранительных органов (сокращенное название — Московская городская общественная организация ветеранов, МГООВ) была создана на Городской учредительной конференции 21 марта 1987 года.
Сегодня Московская ветеранская организация — одна из крупнейших не только в столице, но и во всей Российской Федерации. Она имеет стройную структуру, объединяющую 10 окружных, 123 районных, 1050 первичных ветеранских организаций по месту жительства, 185 на предприятиях и учреждениях, 60 — в высших учебных заведениях.
В состав Московской городской общественной организации ветеранов входят 55 коллективных членов. В их числе: Московская общественная организация ветеранов войны, Московская городская общественная организация ветеранов Вооружённых Сил, Общественная организация ветеранов органов внутренних дел города Москвы, Московская ассоциация жителей блокадного Ленинграда и другие организации ветеранов.
В столице проживает свыше 2,7 миллионов ветеранов и пенсионеров, из них 1,8 миллионов человек состоит на учете в первичных ветеранских организациях по месту жительства.
Постоянно действующим исполнительным органом городской ветеранской организации является Московский городской совет ветеранов (МГСВ) 111 человек и его Президиум — 32 человека.
Председатель Московского городского совета ветеранов — дважды Герой Социалистического Труда Долгих Владимир Иванович.

### Пензенская областная организация Всероссийской общественной организации ветеранов (пенсионеров) войны, труда, Вооружённых Сил и правоохранительных органов
Сокращённо — Пензенский областной Совет ветеранов (пенсионеров) войны, труда, Вооружённых Сил и правоохранительных органов.
Учредительная конференция организации состоялась 28 марта 1987 года.
Председатели организации — Виктор Фёдорович Грудзенко (с 2005 по 2015), Цигвинцев Сергей Алексеевич (с 2015).
Официальный сайт организации.
Веб-страница организации на официальном сайте Правительства Пензенской области.

### Владивостокская городская общественная организация пенсионеров, ветеранов войны, труда, Вооружённых Сил и правоохранительных органов
Председатель Владивостокского городского совета ветеранов — полковник в отставке Яков Григорьевич Кан.
Московская областная организация ветеранов(пенсионеров) войны, труда. Вооруженных Сил и правоохранительных органов
Председатель ветеранской организации- Азаров Виктор Яковлевич( с 1987 по 2015)
Тишурова Людмила Семеновна (с 2015 по 2016)
Пикуль Виктор Петрович (с 2016 по н.в.)
Организация  имеет свои структуры во всех 64 городских округах Московской области, повседневно реально работающие по единым планам и программам с целым рядом других общественных объединений, многие из которых являются ассоциированными членами организации. В их числе: Межрегиональная общественная организация «Героев Социалистического труда и полных Кавалеров ордена Трудовой Славы «Трудовая доблесть», члены Московской областной организации ветеранов внутренних дел, Московская областная организация ветеранов пограничной службы ФСБ России; ветеранская организация «Партизаны Подмосковья», общественная организация бывших несовершеннолетних узников фашистских концлагерей, ветеранская организация «Блокадники Ленинграда», ветераны комсомола Подмосковья, областное отделение движения ветеранов локальных войн и военных конфликтов «Боевое братство», Московская областная организация ветеранов-инвалидов участников боевых действий, областное отделение Комитета ветеранов подразделений особого риска РФ.
  Ветеранская организация работает под непосредственным руководством Всероссийского Совета ветеранов, поддерживает и развивает контакты и связи с ветеранскими сообществами других регионов и государств.
Сегодня ветеранское движение в Московской области объединяет все категории ветеранов и людей старших поколений. Именно они составляют самую заслуженную, опытную и авторитетную часть жителей нашего Отечества и любимого Подмосковья. 

### Адыгейская республиканская организация Всероссийской общественной организации ветеранов (пенсионеров) войны, труда, Вооружённых Сил и правоохранительных органов
Сокращённо — Адыгейский Республиканский Совет ветеранов (пенсионеров) войны, труда, Вооружённых Сил и правоохранительных органов.
Учредительная конференция организации состоялась 28 марта 1987 года.
Председатели организации — Шу Шабан Салихович (1992 — 1994), Багироков Ким Рамазанович (1994-2005), Бартащук Генрих Владимирович (2005-2012), Куадже, Аслан Аюбович (с 2012 по н.вр.).
Организация награждена высшей награды республики, медалью «Слава Адыгеи».
Официальный сайт организации https://sovetveteranov01.ru/.
Веб-страница организации на официальном сайте Администрации Республики Адыгея.